# エゴママ/恋距離遠愛
「エゴママ／恋距離遠愛」（えごまま／れんきょりえんあい、英語: Egomama／Love Distance Long Affair）は、DECO*27の2枚目のシングル。2011年12月7日にU/M/A/Aから発売された。このリリースに先行して、収録曲である「エゴママ」は、前月11月30日にYouTube、12月1日にニコニコ動画へと投稿された。

## 概要
3rdアルバム『ラブカレンダー』からの先行リリースとしてシングルカットされた。DECO*27初の両A面シングル。今作品のゲストボーカルは、2ndアルバム『愛迷エレジー』で一部の曲のボーカルを務めたmarinaと、前作「ライトラグ」でもボーカルを務めたとぴを起用している。「エゴママ」は書き下ろし曲、「恋距離遠愛」は過去にVOCALOIDを用いて動画サイトで発表した曲の新バージョンとなっている。初回盤はオリジナルスリーブケース仕様になっており、DECO*27が主体となって活動する映像制作集団「Project NINA」制作によるミュージックビデオを収録したDVDおよび台紙付きの「エゴママ」特製トランプカードが同梱、封入
前作『ライトラグ』に引き続き、イラストレーターは坂本ヒメミ、デザインはANSWR inc.が担当。
ボーナストラックとして収録されている「ライトラグ」のリミックスは、galaxias!でも共に活動しているTeddyLoidが手がけている。また、同リミックスの別バージョンも配信限定という形でリリースされている。
なお、前述の通り、収録曲の「恋距離遠愛」の初出は、2009年2月12日に初音ミク歌唱版がニコニコ動画へと投稿された作品である。同楽曲のとぴ歌唱版は、本アルバムのリリースに先行して、2011年11月10日にYouTube、11月11日にニコニコ動画へと投稿された。

## 収録曲
（全作詞・作曲・編曲：DECO*27）

### 初回生産限定盤
CD
1. エゴママ [4:27]
2. 恋距離遠愛 [4:33]
3. ダミーダミー [3:01]
4. エゴママ -Instrumental-
5. 恋距離遠愛 -Instrumental-
6. ライトラグ（TeddyLoid Fireworks Remix） [5:24]

DVD
1. エゴママ -Music Video-
2. 恋距離遠愛 -Music Video-

### 通常盤
CD
1. エゴママ
2. 恋距離遠愛
3. ダミーダミー
4. エゴママ -Instrumental-
5. 恋距離遠愛 -Instrumental-
6. ライトラグ（TeddyLoid Fireworks Remix）

### 配信限定トラック
ライトラグ (TeddyLoid Space Fire Remix) [4:31]

## 参加ミュージシャン
- marina：Vocal（エゴママ、ダミーダミー）
- とぴ：Vocal（恋距離遠愛、ライトラグ）
- 真（ex. Kagrra,）：Guitar
- 足土貴英（sacra）：Bass
- 福田洋子（BOOM BOOM SATELLITESサポート）：Drums

## 収録アルバム
| 曲名       | 収録アルバム       | 発売日        | 備考                                        |
| ---------- | ------------------ | ------------- | ------------------------------------------- |
| エゴママ   | 『ラブカレンダー』 | 2012年7月25日 | feat. marina -Album Mix-として収録          |
| 恋距離遠愛 | 『ラブカレンダー』 | 2012年7月25日 | 恋距離遠愛 feat. とぴ -Album Mix-として収録 |